# Zhao, Shijiazhuang
Zhao, tidigare känt som Chaohsien, är ett härad i Hebei-provinsen i Kina som sorterar under Shijiazhuangs stad på prefekturnivå. Det ligger omkring 280 kilometer sydväst om huvudstaden Peking.
Häradet är mest känt för Zhaozhou-bron, som är världens äldsta existerande öppna spandrill-bro i sten. Bron stod klar år 605 e.Kr. 